# Benito Juárez, Zacatecas
Benito Juárez là một đô thị thuộc bang Zacatecas, México. Năm 2005, dân số của đô thị này là 3904 người.